# L'État, c'est moi

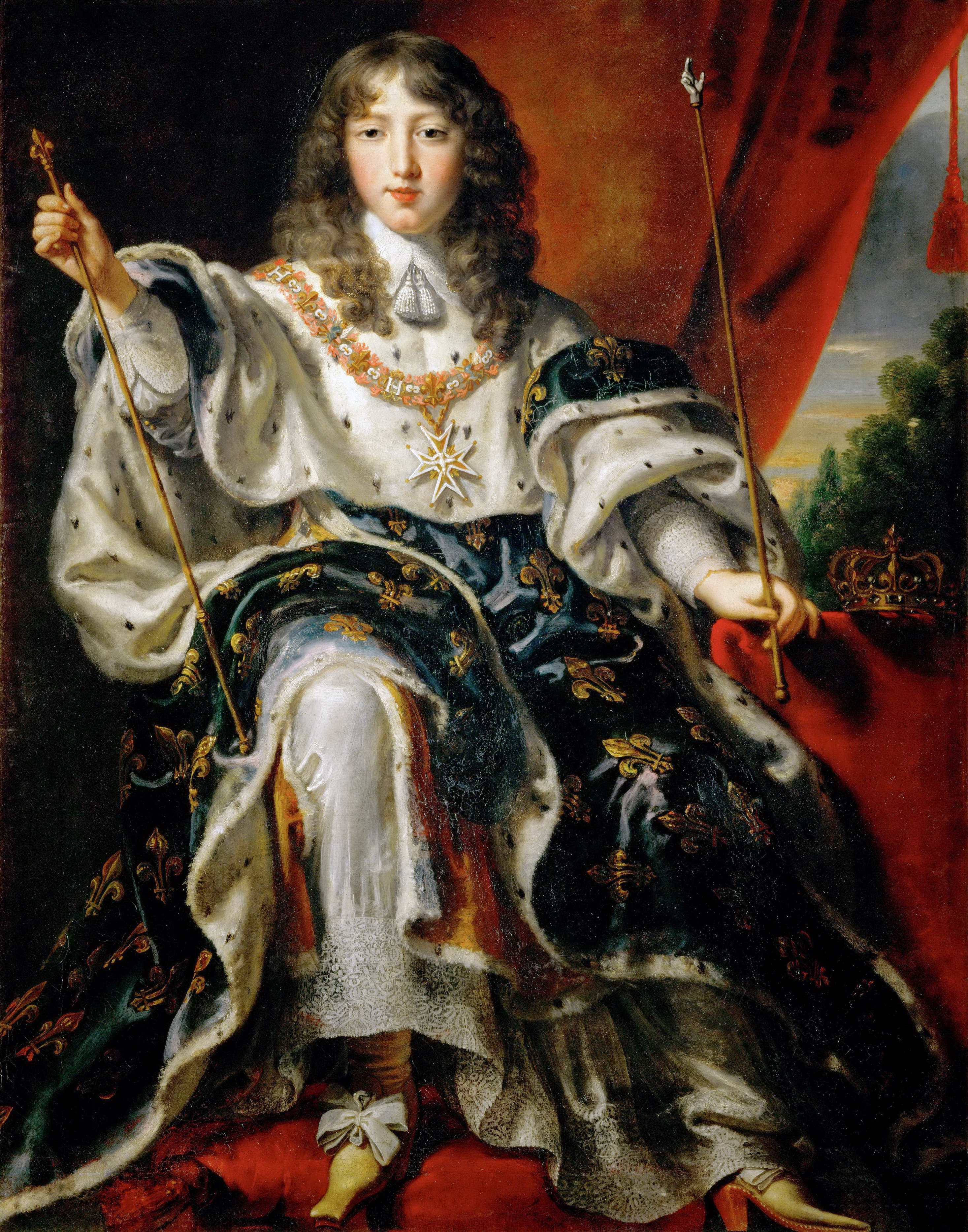
Louis XIV par Juste d'Egmont, 1654.

L'État, c'est moi est une formule apocryphe que Louis XIV, roi de France et de Navarre, aurait prononcée le 13 avril 1655 devant les parlementaires parisiens. Elle est censée rappeler la primauté de l'autorité royale dans un contexte de défiance avec le Parlement, qui conteste des édits royaux pris en lit de justice le 20 mars 1655. Cette phrase symbolise l'absolutisme monarchique.
Néanmoins, les historiens contestent que cette phrase, qui n'apparaît pas dans les registres du parlement, ait réellement été prononcée par Louis XIV,.
La paternité de la formule reviendrait à Pierre-Édouard Lémontey dans son Essai sur l'établissement monarchique de Louis XIV et sur les altérations qu'il éprouva pendant la vie de ce prince (1818), qui écrit : « Le Coran de la France fut contenu dans quatre syllabes et Louis XIV les prononça un jour : “L'État, c'est moi !” ». Comme le soulignent Olivier Chaline et Edmond Dziembowski, « si le faussaire est bien oublié aujourd'hui, son invention n'a pas fini d'être utilisée… ».